# Blyttia fruticulosa
Blyttia fruticulosa là một loài thực vật có hoa trong họ La bố ma. Loài này được (Decne.) D.V.Field mô tả khoa học đầu tiên năm 1983.